# Куперштейн, Юрий Семёнович
Юрий Сёменович Куперштейн (2 февраля 1939, Мурманск — 29 января 2016, Санкт-Петербург) — советский и российский педагог, специалист в области общей физики, автор школьных учебных пособий по физике. Заслуженный учитель Российской Федерации (1993). Лауреат конкурса «Соросовский учитель».

## Биография
Родился  2 февраля 1939 года в Мурманске. Отец – Семён Мовшевич Куперштейн (1907-1985), офицер ВМФ.
В 1957 году Юрий окончил среднюю школу № 1 г. Мурманска, а в 1962 году – физико-математический факультет Мурманского государственного педагогического института.
После окончания института начал работать учителем физики в средней школе № 395 в Ленинграде. Затем более 30 лет работал в школе № 479.
Одними из наиболее известных его учеников были Николай Александрович Тимофеев (ныне – профессор, заведующий кафедрой оптики физического факультета СПбГУ) и Евгений Александрович Чечельницкий (был заместителем руководителя ДЭИП Минсвязи России, заместителем руководителя Россвязьнадзора, заместителем генерального директора компании «Связьинвест», ныне – советник генерального директора компании «Межрегиональный ТранзитТелеком»).
На протяжении более чем 40-летней педагогической деятельности Куперштейн активно проводил методическую работу среди учителей.
С 1991 года совместно с профессором А. Е. Мароном выпустил ряд учебных пособий по физике для учителей, учеников и абитуриентов. Они были разработаны под влиянием трудов Ф. В. Шаталова о применении зрительных образов в обучении. С 2002 года Куперштейн продолжал работу в этом направлении самостоятельно. Автор книг «Физика. Контрольные работы» (для 7-11 классов), «Физика. Тесты» (для 7-11 классов), «Физика. Опорные конспекты и дифференцированные задачи» для 7- 11 классов. Разработал оригинальную авторскую методику проверки знаний учеников.
Научные труды Куперштейна отмечала в своей диссертации профессор Н. А. Криволапова в связи с развитием идей В. Ф. Шаталова. В свою очередь, профессор А. Н. Крутский считает, что общим недостатком всех работ подобного вида является чрезмерно большое количество схем, усвоение которых превращается в самостоятельную проблему.
Работы Ю. С. Куперштейна являются дополнительными пособиями для изучения физики по учебникам А. В. Пёрышкина, Е. М. Гутник, Г. Я. Мякишева, Б. Б. Буховцева, Н. Н. Сотского. Они выпускались издательствами «НИИНОВ»,  «СпецЛит», «Иван Фёдоров», «Сентябрь», «Наука»,  «БХВ-Петербург». В 2015 году вышло 4-е издание конспектов.
В 1993 году Юрий Семёнович был удостоен звания «Заслуженный учитель Российской Федерации».
Много лет страдал от болезни почек. Еженедельно был вынужден ездить на гемодиализ, пока стоял в очереди на пересадку почки. Перенёс операцию по пересадке почки.
Умер 29 января 2016 года в Санкт-Петербурге. Похоронен на Южное кладбище (9 хвойный, ряд 36, место 32).
Был женат. Есть дочь Инна (1969 г.р.).

## Труды
- Физика. Опорные конспекты и дифференцированные задачи (7-8 классы): В помощь школьнику. / Ю. С. Куперштейн, А. Е. Марон. – Л.: НИИНОВ, 1991. – 40 с.
- Физика. Опорные конспекты и дифференцированные задачи (9 класс). / Ю. С. Куперштейн, А. Е. Марон. 2-е изд. – СПб., 1994.
- Физика. Опорные конспекты и дифференцированные задачи (9 класс). / Ю. С. Куперштейн, А. Е. Марон. 3-е изд. – СПб., 1996.
- Физика. Контрольные работы. 7-9 классы. / Ю. С. Куперштейн, Е. А. Марон; Под ред. А. Е. Марона. – СПб.: Спец. лит., 1996. – 62 с. ISBN 5-7571-0098-2
- Физика. Контрольные работы. 10-11 классы. / Ю. С. Куперштейн, Е. А. Марон; Под ред. А. Е. Марона. – СПб.: Спец. лит., 1996. – 47 с. ISBN 5-7571-0095-8
- Физика. Контрольные работы. 7-9 классы. / Ю. С. Куперштейн, Е. А. Марон; Под ред. проф. А. Е. Марона. – СПб.: Спец. лит., 1998. – 62 с. ISBN 5-7571-0098-2
- Физика. Контрольные работы. 10-11 классы. / Ю. С. Куперштейн, Е. А. Марон; Под ред. проф. А. Е. Марона. – СПб.: Спец. лит., 1998. – 47 с. ISBN 5-7571-0095-8
- Физика. Контрольные работы. 10-11 классы. / Ю. С. Куперштейн, Е. А. Марон; Под ред. А. Е. Марона. – 2-е изд., перераб. – СПб.: Иван Фёдоров, 2001. – 44 с. ISBN 5-81940-058-5
- Физика. Опорные конспекты и дифференцированные задачи. 9 класс. / Ю. С. Куперштейн. – СПб.: Сентябрь, 2002. – 48 с. ISBN 5-94234-022-6
- Физика. Опорные конспекты и дифференцированные задачи. 10 класс. / Ю. С. Куперштейн. – СПб.: Сентябрь, 2002. – 114 с. ISBN 5-94234-023-4
- Физика. Опорные конспекты и дифференцированные задачи. 11 класс. / Ю. С. Куперштейн. – СПб.: Сентябрь, 2002. – 80 с. ISBN 5-94234-024-2
- Физика. Опорные конспекты и дифференцированные задачи. 7, 8, 9 классы. / Ю. С. Куперштейн. – 2-е изд. – СПб: БХВ-Петербург, 2007. – 202 с. ISBN 978-5-94157-891-7
- Физика. Опорные конспекты и дифференцированные задачи. 10 класс. / Ю. С. Куперштейн. – 2-е изд. – СПб.: БХВ-Петербург, 2007. – 114 с. ISBN 978-5-9775-0135-4
- Физика. Опорные конспекты и дифференцированные задачи. 11 класс / Ю. С. Куперштейн. – 2-е изд. – СПб.: БХВ-Петербург, 2007. – 80 с. ISBN 978-5-9775-0136-1
- Физика. Тесты для 7-11 классов: группировка тестов по темам, подсказки к трудным вопросам, удобная компоновка материала, оригинальная авторская методика тестирования, тренинг к ЕГЭ. / Ю. С. Куперштейн. – СПБ.: БХВ-Петербург, 2008 (М.: Типография «Наука» РАН). – 290 с. ISBN 978-5-94157-848-1
- Физика. Опорные конспекты и дифференцированные задачи. 7, 8 классы/ / Ю. С. Куперштейн. – 3-е изд. – СПб.: БХВ-Петербург, 2009. – 138 с. ISBN 978-5-9775-0350-1
- Физика. Опорные конспекты и дифференцированные задачи. 9, 10 классы. / Ю. С. Куперштейн. – 3-е изд. – СПб.: БХВ-Петербург, 2009. – 186 с. ISBN 978-5-9775-0351-8
- Физика. Опорные конспекты и дифференцированные задачи. 9, 10 классы. / Ю. С. Куперштейн. – 3-е изд. – СПб.: БХВ-Петербург, 2012. – 186 с. ISBN 978-5-9775-0351-8
- Физика. Опорные конспекты и дифференцированные задачи. 7-8 классы. / Ю. С. Куперштейн. – 4-е изд. – СПб.: БХВ-Петербург, 2015. – 144 с. ISBN 978-5-9775-0730-1
- Физика. Опорные конспекты и дифференцированные задачи. 9, 10 классы. / Ю. С. Куперштейн. – 4-е изд. – СПб.: БХВ-Петербург, 2015. – 192 с. ISBN 978-5-9775-0830-8
- Физика. Опорные конспекты и дифференцированные задачи. 11 класс. / Ю. С. Куперштейн. – 3-е изд. – СПб.: БХВ-Петербург, 2015. – 96 с. ISBN 978-5-9775-3083-5
- Физика. Опорные конспекты и дифференцированные задачи. 7-8 классы. / Ю. С. Куперштейн. – 4-е изд. – СПб.: БХВ-Петербург, 2017. – 144 с. ISBN 978-5-9775-0730-1